# Srđan Lakić

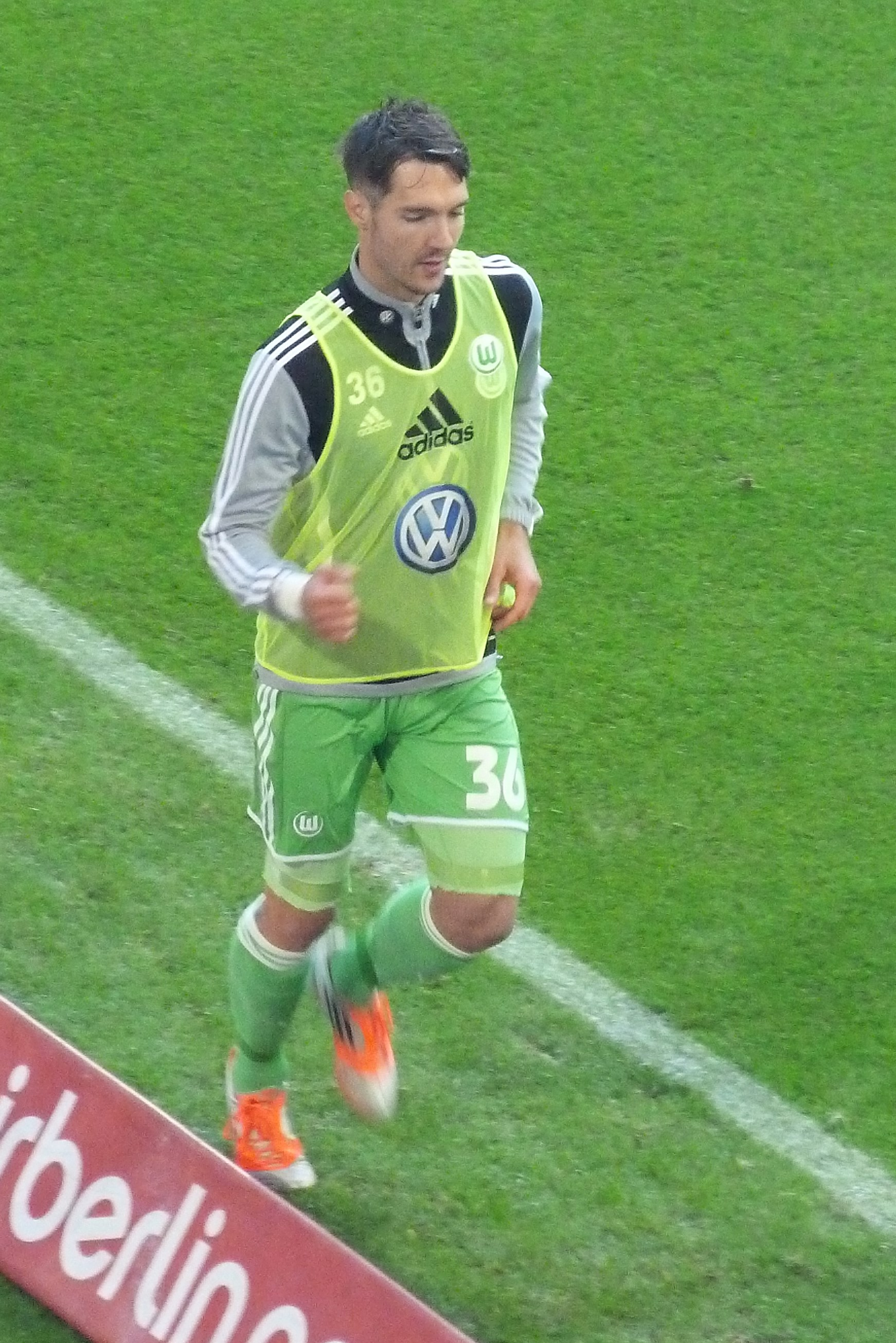
Lakić met VfL Wolfsburg in het seizoen 2012/2013.

Srđan Lakić (Dubrovnik, 2 oktober 1983) is een Kroatische voormalig profvoetballer die bij voorkeur in de aanval speelde. Zijn naam wordt vaak gespeld als Srdjan Lakic, meestal in de landen waar de letters Đ en Ć niet voorkomen.

## Clubcarrière
Lakić begon zijn carrière bij de Kroatische teams Hrvatski Dragovoljac en Kamen Ingrad voordat hij verhuisde naar Hertha BSC Berlin in de zomer van 2006. In 2005 speelde hij drie wedstrijden voor het Kroatische nationale elftal onder de 21.
Lakić maakte zijn debuut voor Hertha BSC Berlin op 10 augustus 2006 in de UEFA Cup tegen het Georgische FK Ameri. Zijn debuut in de Bundesliga was 3 dagen later tegen VfL Wolfsburg. In de tweede wedstrijd tegen FK Ameri maakte hij zijn eerste doelpunt voor Hertha. Tijdens het seizoen 2007-2008 werd hij uitgeleend aan Heracles Almelo. Hij maakte zijn debuut voor Heracles tegen Ajax op 15 september 2007. Zijn eerste goal maakte hij 22 januari 2008 tegen Excelsior Rotterdam.
Begin augustus 2008 speelde Lakic nog mee in de voorbereiding met Hertha, maar tekende op 6 augustus alsnog een contract voor 3 jaar bij Kaiserslautern. Op 9 augustus 2008 maakte Lakić zijn debuut voor de club, hij scoorde de enige goal in de met 2-1 verloren wedstrijd tegen FC Carl Zeiss Jena in de eerste ronde van de DFB-Pokal. Zijn competitiedebuut maakte hij op 15 augustus 2008 in de met 3-3 gelijkgespeelde uitwedstrijd bij Mainz 05. Hij werd in de rust gewisseld bij een 0-3-achterstand. Op 29 augustus 2008 maakte hij zijn eerste competitietreffer voor Kaiserslautern, door 1 keer te scoren in de met 3-1 gewonnen uitwedstrijd bij Ingolstadt.
Op 27 januari 2011 maakte VfL Wolfsburg bekend dat Lakić vanaf de zomer van 2011 zal uitkomen voor de club. Hij kwam een contract overeen tot de zomer van 2015. In januari 2012 werd hij tot het einde van het seizoen verhuurd aan TSG 1899 Hoffenheim. Op 29 januari 2013 leende Hoffenheim Lakić voor 18 maanden uit aan Eintracht Frankfurt.
De Kroaat verliet Eintracht Frankfurt tijdens zijn huurperiode en vertrok naar zijn oude club 1. FC Kaiserslautern in de 2. Bundesliga.
Lakić tekende in januari 2015 een contract voor anderhalf jaar bij SC Paderborn 07, op dat moment actief in de Bundesliga. In de verbintenis werd een optie opgenomen voor nog een seizoen. Met Paderborn degradeerde hij tweemaal op rij. Medio 2016 beëindigde hij zijn loopbaan.

## Internationale carrière
In 2005 speelde Lakić drie wedstrijden voor het Kroatië –21.

## Statistieken

### Clubstatistieken
| seizoen                               | club                    | land      | competitie    | wed. | goals |
| ------------------------------------- | ----------------------- | --------- | ------------- | ---- | ----- |
| 2002/2003                             | NK GOŠK Dubrovnik       | Kroatië   | Druga HNL     | 27   | 13    |
| 2003/2004                             | NK GOŠK Dubrovnik       | Kroatië   | Druga HNL     | 27   | 13    |
| 2004/2005                             | NK Hrvatski Dragovoljac | Kroatië   | Druga HNL     | 28   | 24    |
| 2005/2006                             | Kamen Ingrad            | Kroatië   | Prva HNL      | 30   | 13    |
| 2006/2007                             | Hertha BSC              | Duitsland | Bundesliga    | 11   | 0     |
| 2007/2008                             | Hertha BSC              | Duitsland | Bundesliga    | 1    | 0     |
| 2007/2008                             | → Heracles Almelo       | Nederland | Eredivisie    | 28   | 7     |
| 2008/2009                             | 1. FC Kaiserslautern    | Duitsland | 2. Bundesliga | 25   | 12    |
| 2009/2010                             | 1. FC Kaiserslautern    | Duitsland | 2. Bundesliga | 24   | 7     |
| 2010/2011                             | 1. FC Kaiserslautern    | Duitsland | Bundesliga    | 31   | 16    |
| 2011/2012                             | VfL Wolfsburg           | Duitsland | Bundesliga]   | 10   | 0     |
| 2011/2012                             | → TSG 1899 Hoffenheim   | Duitsland | Bundesliga    | 7    | 0     |
| 2012/2013                             | VfL Wolfsburg           | Duitsland | Bundesliga    | 8    | 0     |
| 2012/2013                             | → Eintracht Frankfurt   | Duitsland | Bundesliga    | 14   | 4     |
| 2013/2014                             | → Eintracht Frankfurt   | Duitsland | Bundesliga    | 8    | 0     |
| 2013/2014                             | 1. FC Kaiserslautern    | Duitsland | 2. Bundesliga | 15   | 2     |
| 2014/2015                             | 1. FC Kaiserslautern    | Duitsland | 2. Bundesliga | 16   | 6     |
| 2014/2015                             | SC Paderborn 07         | Duitsland | Bundesliga    | 17   | 2     |
| 2015/2016                             | SC Paderborn 07         | Duitsland | 2. Bundesliga | 6    | 0     |
| Totaal                                | Totaal                  | Totaal    | Totaal        | 306  | 106   |
| Laatst bijgewerkt op 21 januari 2016. |                         |           |               |      |       |

### Internationale wedstrijden
| №                                     | Datum                       | Locatie                     | Wedstrijd                     | Uitslag                     | Competitie                              | Goals                       |
| Als speler van Kamen Ingrad           | Als speler van Kamen Ingrad | Als speler van Kamen Ingrad | Als speler van Kamen Ingrad   | Als speler van Kamen Ingrad | Als speler van Kamen Ingrad             | Als speler van Kamen Ingrad |
| ------------------------------------- | --------------------------- | --------------------------- | ----------------------------- | --------------------------- | --------------------------------------- | --------------------------- |
| 1.                                    | 11-10-2005                  | Kaposvár, Hongarije         | Jong Hongarije – Jong Kroatië | 2 – 2                       | EK-kwalificatie onder 21 2006           | 0                           |
| 2.                                    | 12-12-2005                  | Belgrado, Servië            | Jong Servië – Jong Kroatië    | 3 – 1                       | EK-kwalificatie-play-offs onder 21 2006 | 0                           |
| 3.                                    | 16-12-2005                  | Velika Gorica, Kroatië      | Jong Kroatië – Jong Servië    | 1 – 2                       | EK-kwalificatie-play-offs onder 21 2006 | 0                           |
| Totaal                                | Totaal                      | Totaal                      | Totaal                        | Totaal                      | Totaal                                  | 0                           |
| Laatst bijgewerkt op 15 november 2014 |                             |                             |                               |                             |                                         |                             |

## Erelijst
FC Kaiserslautern
- 2. Bundesliga

2010